# Nekrolog 1242
Nekrolog
◄◄
| ◄
| 1238
| 1239
| 1240
| 1241
| 1242 | 1243 | 1244 | 1245 | 1246 | ► | ►►
Weitere Ereignisse | Allgemeiner Nekrolog 1242
Die Beschreibung der verstorbenen Person sollte so kurz wie möglich gehalten sein und nur deren signifikante Tätigkeit(en) enthalten.
Neue Namen ggf. auch unter dem Geburts- und Sterbedatum, also etwa unter 1. Januar und im Geburts- und Sterbejahr (2024) eintragen (nur bei entsprechender großer Wichtigkeit). Für Beispiele siehe die schon vorhandenen Artikel.
Außerdem über die fünf zuletzt Verstorbenen, zu denen es einen ausreichend guten Artikel für eine Präsentation auf der Hauptseite gibt, nach der todesbedingten Überarbeitung der Artikel ggf. auch unter Wikipedia Diskussion:Hauptseite informieren und sie am besten auch in den anderen Wikipedia-Sprachversionen eintragen. Tipp: Regelmäßig bei news.google.de nach „ist tot“, „gestorben“ oder „verstorben“ suchen.
Wenn eine Person gestorben ist, gibt es viele Seiten zu dieser Person in der Wikipedia, die davon auch betroffen sind und entsprechend aktualisiert werden müssen. Beispiele: Namenübersichtsseite, Geburtsjahr, Geburtsort-Seiten und viele mehr.
Wie finde ich die betroffenen Seiten?
Im Suchfeld auf der linken Seite gibt man den Suchbegriff so ein: „Vorname Nachname“. Dann klickt man auf Volltext und alle Seiten mit entsprechendem Suchtext werden aufgerufen. Hier sieht man dann schnell, wo auch das Todesjahr Sinn macht oder sogar ein Teil des Artikels angepasst werden muss. Auch hilft das „Werkzeug“ auf der linken Seite sehr gut, um solche Seiten aufzufinden: „Links auf diese Seite“. Somit ist die Wikipedia wieder aktuell in allen Bereichen! Hinweis: bei Eintragung der Kategorie „Gestorben JAHR“ wird der Missbrauchsfilter 49 ausgelöst, was jedoch nicht schlimm ist. Siehe: Spezial:Missbrauchsfilter/49
Dies ist eine Liste von im Jahr 1242 verstorbenen bekannten Persönlichkeiten. Die Einträge erfolgen innerhalb der einzelnen Daten alphabetisch sortiert. Tiere sind im Nekrolog für Tiere zu finden.

## Januar
| Tag        | Name                 | Beruf, bekannt als | Alter | Beleg |
| ---------- | -------------------- | ------------------ | ----- | ----- |
| 15. Januar | Albert IV. von Bogen | Graf von Bogen     |       |       |

## Februar
| Tag         | Name            | Beruf, bekannt als                                                                     | Alter | Beleg |
| ----------- | --------------- | -------------------------------------------------------------------------------------- | ----- | ----- |
| 10. Februar | Shijō           | 87. Tennō von Japan                                                                    | 10    |       |
| 12. Februar | Heinrich (VII.) | römisch-deutscher König, König von Neapel und Sizilien, Mitkönig Kaiser Friedrichs II. |       |       |

## März
| Tag      | Name                    | Beruf, bekannt als   | Alter | Beleg |
| -------- | ----------------------- | -------------------- | ----- | ----- |
| 28. März | Theoderich II. von Wied | Erzbischof von Trier |       |       |

## April
| Tag      | Name      | Beruf, bekannt als               | Alter | Beleg |
| -------- | --------- | -------------------------------- | ----- | ----- |
| 4. April | Engelhard | Bischof von Naumburg (1206–1242) |       |       |

## Mai
| Tag     | Name                    | Beruf, bekannt als      | Alter | Beleg |
| ------- | ----------------------- | ----------------------- | ----- | ----- |
| 12. Mai | Wilhelm I. von Diepholz | Bischof von Minden      |       |       |
| 29. Mai | Guillaume Arnaud        | Dominikaner, Inquisitor |       |       |

## Juni
| Tag      | Name                                   | Beruf, bekannt als | Alter | Beleg |
| -------- | -------------------------------------- | ------------------ | ----- | ----- |
| 26. Juni | Thomas de Beaumont, 6. Earl of Warwick | englischer Magnat  |       |       |

## Juli
| Tag      | Name                | Beruf, bekannt als                                 | Alter | Beleg |
| -------- | ------------------- | -------------------------------------------------- | ----- | ----- |
| 8. Juli  | Jacques de Bazoches | Bischof von Soissons                               |       |       |
| 14. Juli | Hōjō Yasutoki       | japanischer Regent                                 |       |       |
| 25. Juli | William de Marisco  | anglo-normannischer Adliger, Pirat und Verschwörer |       |       |

## Oktober
| Tag         | Name                    | Beruf, bekannt als    | Alter | Beleg |
| ----------- | ----------------------- | --------------------- | ----- | ----- |
| 7. Oktober  | Juntoku                 | 84. Tennō von Japan   | 44    |       |
| 14. Oktober | Elger IV. zu Hohenstein | deutscher Dominikaner |       |       |

## November
| Tag          | Name                        | Beruf, bekannt als           | Alter | Beleg |
| ------------ | --------------------------- | ---------------------------- | ----- | ----- |
| 11. November | Heinrich I. von Heisterbach | Abt des Klosters Heisterbach |       |       |
| 19. November | Jocelin of Wells            | englischer Geistlicher       |       |       |

## Dezember
| Tag         | Name         | Beruf, bekannt als  | Alter | Beleg |
| ----------- | ------------ | ------------------- | ----- | ----- |
| 5. Dezember | Al-Mustansir | Kalif der Abbasiden |       |       |

## Datum unbekannt
| Tag | Name                             | Beruf, bekannt als                                                     | Alter | Beleg |
| --- | -------------------------------- | ---------------------------------------------------------------------- | ----- | ----- |
|     | Archambault VIII.                | Herr von Bourbon-l’Archambault                                         |       |       |
|     | Berthold                         | salzburgischer Geistlicher                                             |       |       |
|     | Berthold von Urach               | Abt von Tennenbach und Abt von Lützel                                  |       |       |
|     | Ceslaus von Breslau              | Dominikaner, Missionar und Heiliger sowie der Schutzpatron von Breslau |       |       |
|     | Enguerrand III. de Coucy         | Herr von Coucy                                                         |       |       |
|     | Hugh de Lacy, 1. Earl of Ulster  | normannischer Adliger                                                  |       |       |
|     | Hugo II.                         | Graf von Vaudémont                                                     |       |       |
|     | Konrad von Admont                | salzburgischer Geistlicher                                             |       |       |
|     | John Marshal, 7. Earl of Warwick | englischer Adliger                                                     |       |       |
|     | Mieszko                          | Herzog von Schlesien, Herzog von Lebus (ab 1241)                       |       |       |
|     | Andrew Murray                    | schottischer Geistlicher                                               |       |       |
|     | Nuno Sanchez von Roussillon      | Graf von Cerdanya und Roussillon                                       |       |       |
|     | Tschagatai Khan                  | zweiter Sohn Dschingis Khans                                           |       |       |
|     | Walram II.                       | Herr von Monschau und Poilvache                                        |       |       |